# Mistrzostwa NCAA Division I w Zapasach w 1987
Mistrzostwa NCAA Division I w zapasach rozgrywane były w College Park w dniach 19–21 marca 1987 roku. Zawody odbyły się w Cole Field House, na terenie Uniwersytetu Maryland.

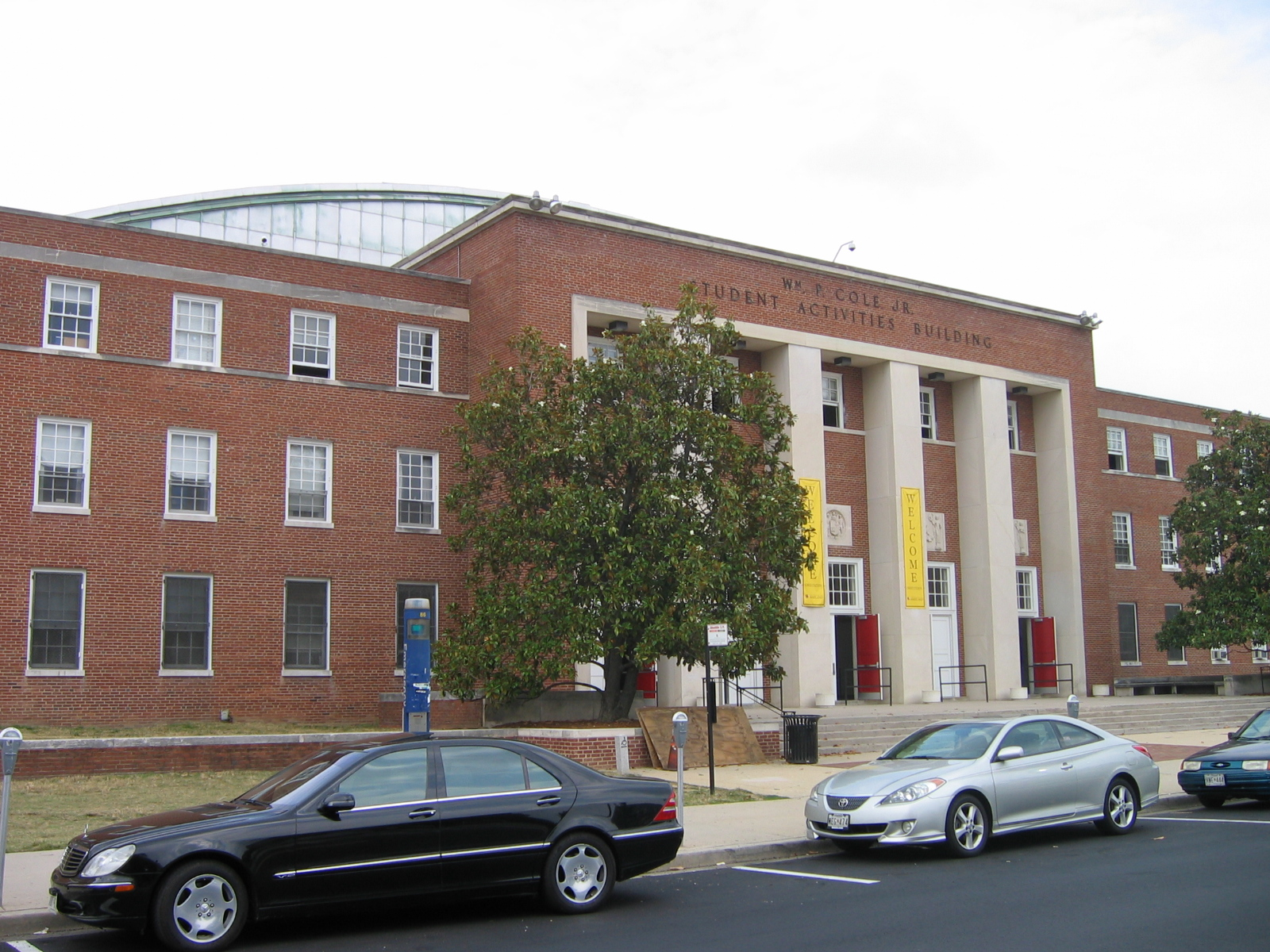
Cole Field House

- Outstanding Wrestler – John Smith

## Wyniki

### Drużynowo
| Kolejność | Szkoła                              | Zespół         |
| --------- | ----------------------------------- | -------------- |
| 1.        | Iowa State University               | Cyclones       |
| 2.        | University of Iowa                  | Hawkeyes       |
| 3.        | Pennsylvania State University       | Nittany Lions  |
| 4.        | Oklahoma State University           | Cowboys        |
| 5.        | Bloomsburg University               | Huskies        |
| 6.        | Clarion University                  | Golden Eagles  |
| 7.        | University of North Carolina        | Tar Heels      |
| 8.        | Edinboro University of Pennsylvania | Fighting Scots |

### All American

#### 118 lb
| Lp. | Zawodnik        | Szkoła             |
| --- | --------------- | ------------------ |
| 1.  | Ricky Bonomo    | Bloomsburg         |
| 2.  | Jim Martin      | Penn State         |
| 3.  | Tim Wright      | SIU Edwardsville   |
| 4.  | Dave Rowan      | Edinboro           |
| 5.  | Jack Cuvo       | East Stroudsburg   |
| 6.  | Roger Singleton | Grand Valley State |
| 7.  | Al Palacio      | North Carolina     |
| 8.  | Dennis Mejias   | Wilkes             |

#### 126 lb
| Lp. | Zawodnik      | Szkoła               |
| --- | ------------- | -------------------- |
| 1.  | Bill Kelly    | Iowa State           |
| 2.  | Brad Penrith  | Iowa                 |
| 3.  | Ken Chertow   | Penn State           |
| 4.  | Rocky Bonomo  | Bloomsburg           |
| 5.  | Matt Treaster | Navy                 |
| 6.  | Marc Sodano   | North Carolina State |
| 7.  | Scott Hinkel  | Purdue               |
| 8.  | Mike Schwab   | Northern Iowa        |

#### 134 lb
| Lp. | Zawodnik     | Szkoła           |
| --- | ------------ | ---------------- |
| 1.  | John Smith   | Oklahoma State   |
| 2.  | Gil Sanchez  | Nebraska–Lincoln |
| 3.  | Jeff Gibbons | Iowa State       |
| 4.  | John Fisher  | Michigan         |
| 5.  | Paul Clark   | Clarion          |
| 6.  | Rob Johnson  | Ohio             |
| 7.  | Tim Flynn    | Penn State       |
| 8.  | Andre Miller | Wilkes           |

#### 142 lb
| Lp. | Zawodnik        | Szkoła         |
| --- | --------------- | -------------- |
| 1.  | Peter Yozzo     | Lehigh         |
| 2.  | Pat Santoro     | Pittsburgh     |
| 3.  | Mike Cole       | Clarion        |
| 4.  | Lenny Bernstein | North Carolina |
| 5.  | Nick Neville    | Oklahoma       |
| 6.  | Joe Hadge       | Penn State     |
| 7.  | Sean O’Day      | Edinboro       |
| 8.  | Jeff Castro     | Montana        |

#### 150 lb
| Lp. | Zawodnik        | Szkoła         |
| --- | --------------- | -------------- |
| 1.  | Tim Krieger     | Iowa State     |
| 2.  | Jim Heffernan   | Iowa           |
| 3.  | Darrin Higgins  | Oklahoma       |
| 4.  | Jeff Jordan     | Wisconsin      |
| 5.  | Vince Silva     | Oklahoma State |
| 6.  | Sean Finkbeiner | Penn State     |
| 7.  | Scott Cook      | Utah State     |
| 8.  | Jim Akerly      | West Virginia  |

#### 158 lb
| Lp. | Zawodnik        | Szkoła               |
| --- | --------------- | -------------------- |
| 1.  | Stewart Carter  | Iowa State           |
| 2.  | Ken Haselrig    | Clarion              |
| 3.  | Rob Koll        | North Carolina State |
| 4.  | Paul McShane    | Wisconsin            |
| 5.  | Glen Lanham     | Oklahoma State       |
| 6.  | John Heffernan  | Iowa                 |
| 7.  | Jeff Cardwell   | Oregon State         |
| 8.  | Brian Kurlander | James Madison        |

#### 167 lb
| Lp. | Zawodnik      | Szkoła           |
| --- | ------------- | ---------------- |
| 1.  | Royce Alger   | Iowa             |
| 2.  | Kevin Jackson | Iowa State       |
| 3.  | Greg Elinsky  | Penn State       |
| 4.  | Mike Farrell  | Oklahoma State   |
| 5.  | Craig Martin  | Missouri         |
| 6.  | Joe Urso      | Purdue           |
| 7.  | Jerry Umin    | Eastern Michigan |
| 8.  | Curt Scovel   | Maryland         |

#### 177 lb
| Lp. | Zawodnik          | Szkoła                |
| --- | ----------------- | --------------------- |
| 1.  | Rico Chiapparelli | Iowa                  |
| 2.  | Darryl Pope       | Cal State Bakersfield |
| 3.  | Dan Mayo          | Penn State            |
| 4.  | Mike Funk         | Northwestern          |
| 5.  | Fred Little       | Fresno State          |
| 6.  | Reggie Wilson     | Chicago State         |
| 7.  | Steve Peperak     | Maryland              |
| 8.  | John Ginther      | Arizona State         |

#### 190 lb
| Lp. | Zawodnik         | Szkoła                |
| --- | ---------------- | --------------------- |
| 1.  | Eric Voelker     | Iowa State            |
| 2.  | David Dean       | Minnesota             |
| 3.  | Mike Davies      | Arizona State         |
| 4.  | Andy Voit        | Penn State            |
| 5.  | Jeff Weatherman  | Northern Iowa         |
| 6.  | Dan Costigan     | Army                  |
| 7.  | Eric Mittlestead | Cal State Bakersfield |
| 8.  | Ken Hackman      | California PA         |

#### 275 lb
| Lp. | Zawodnik         | Szkoła                  |
| --- | ---------------- | ----------------------- |
| 1.  | Carlton Haselrig | Pittsburgh at Johnstown |
| 2.  | Dean Hall        | Edinboro                |
| 3.  | Tom Erikson      | Oklahoma State          |
| 4.  | Mark Sindlinger  | Iowa                    |
| 5.  | Tom Reese        | Maryland                |
| 6.  | Rod Severn       | Arizona State           |
| 7.  | Jim Nielsen      | Brigham Young           |
| 8.  | Demetrius Harper | Eastern Illinois        |